# Kavim
Kavim (hebrejsky קווים‎) je izraelská autobusová společnost se sídlem v Cholonu. Společnost byla založena v roce 2000 a zajišťovala dopravu ve východní oblasti Guš Dan – města Kirjat Ono, Petach Tikva, Or Jehuda, Giv'atajim a další. V únoru 2005 začala provozovat linky na severu, konkrétně v Afule, Bejt Še'an a v oblasti Nazaretu. V roce 2006 se plánovaly další linky v Petach Tikvě a Roš ha-Ajin. Mnoho linek společnosti Kavim nahradilo linky společnosti Dan Bus Company. V roce 2011 se společnost Ilit spojila s Kavimem. V roce 2012 Kavim vyhrál výběrové řízení na linky v oblasti, jenž zahrnuje města Ramla, Lod a Modi'in-Makabim-Re'ut, a výběrové řízení na regionální linky v oblasti Netanji a Chadery. V obou těchto oblastech začala společnost provozovat linky v roce 2013. V roce 2015 byly linky společnosti Kavim v Afule nahrazeny linkami společnosti Superbus. V roce 2017 Kavim vyhrál výběrové řízení na linky v oblasti Nachal ha-Ela a Bejtar Ilit a v oblasti Bejt Šemeš.
Společnost zaměstnává 450 zaměstnanců a provozuje 300 autobusů. Současným generálním ředitelem je Cion Pat.

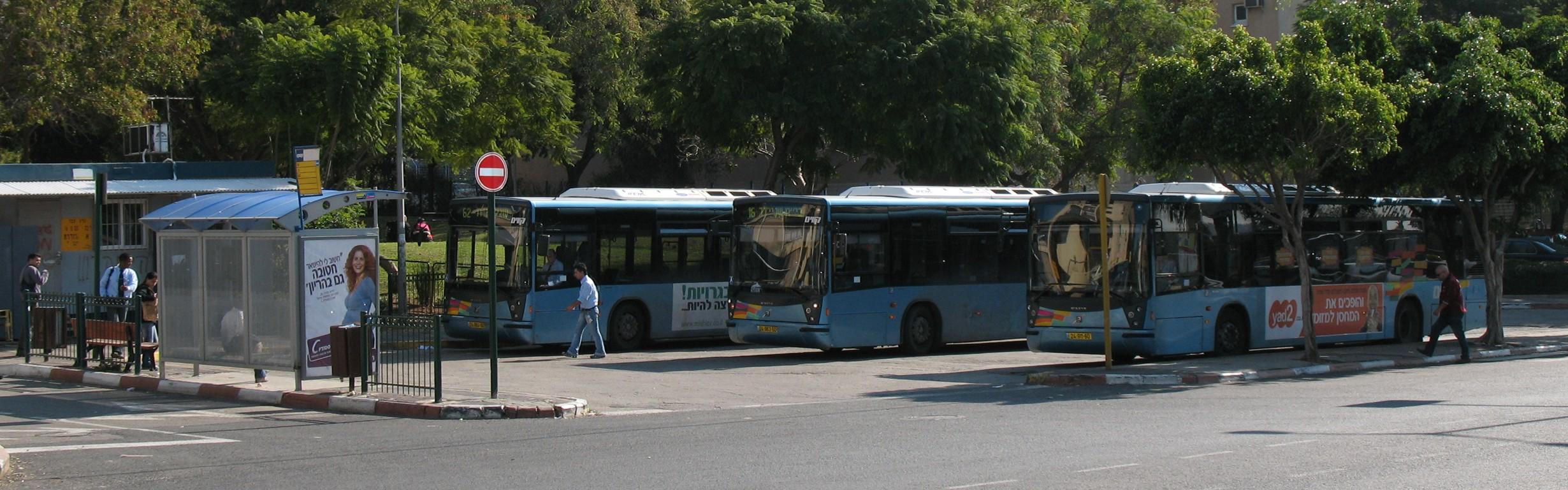
Autobusy u Beilinsonovy nemonice v Petach Tikvě

## Počet cestujících
V roce 2017 měly jednotlivé úseky následující roční počet cestujících:

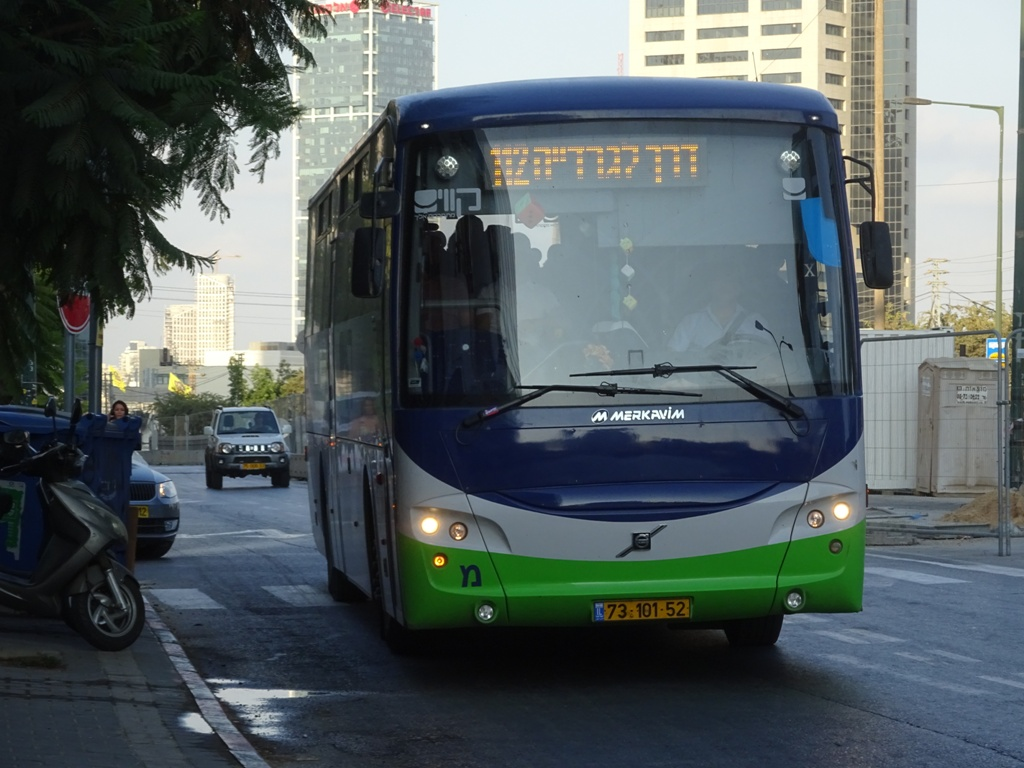
Autobus společnosti na cestě do Modi'in-Makabim-Re'ut

| Úsek                            | Počet cestujících (v milionech) |
| ------------------------------- | ------------------------------- |
| Lod–Ramla–Modi'in-Makabim-Re'ut | 34,1                            |
| El'ad                           | 23,5                            |
| Bejtar Ilit                     | 18,5                            |
| Chadera–Netanja                 | 11,1                            |

## Kontroverze
Služby společnosti byly často kritizovány, zejména v Petach Tikvě. V dubnu 2008 navrhl Avi Blustein, člen městské rady, vytvoření výboru, který by kontroloval činnost společnosti ve městě. Kavim odpověděl, že Blustein „poškozuje svou dobrou pověst z politických důvodu“.
V roce 2008 byl řidič společnosti zatčen za prodej drog na svých autobusových linkách. Kavim v odpovědi uvedl, že to nepoznamená společnost ani její řidiče.
Dne 6. října 2010 bylo po policejní prohlídce vyřazeno z provozu 30 autobusů společnosti v Afule, a to kvůli závažným porušením bezpečnosti, od rozbitých sedadel po opotřebované pneumatiky.

## Kritika
Organizace spojených národů zveřejnila 12. února 2020 databázi společností, které podnikají na Západním břehu Jordánu, včetně východního Jeruzaléma, a na okupovaných místech Golanských výšinách. Kavim byl do databáze zařazen kvůli aktivitám v izraelských osadách na těchto místech, které jsou podle mezinárodního práva považovány za nelegální.

## Galerie

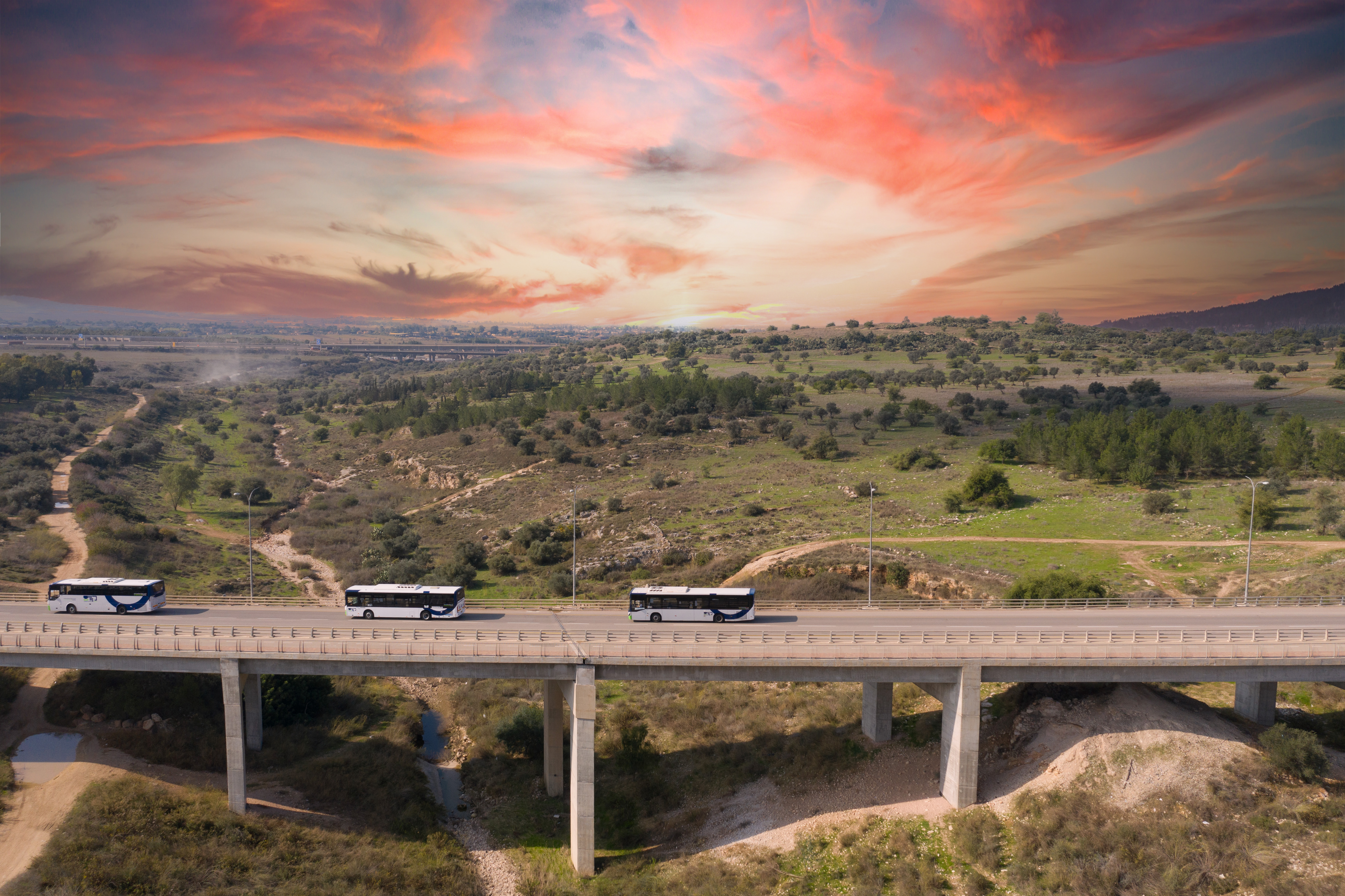
Autobusy na mostě
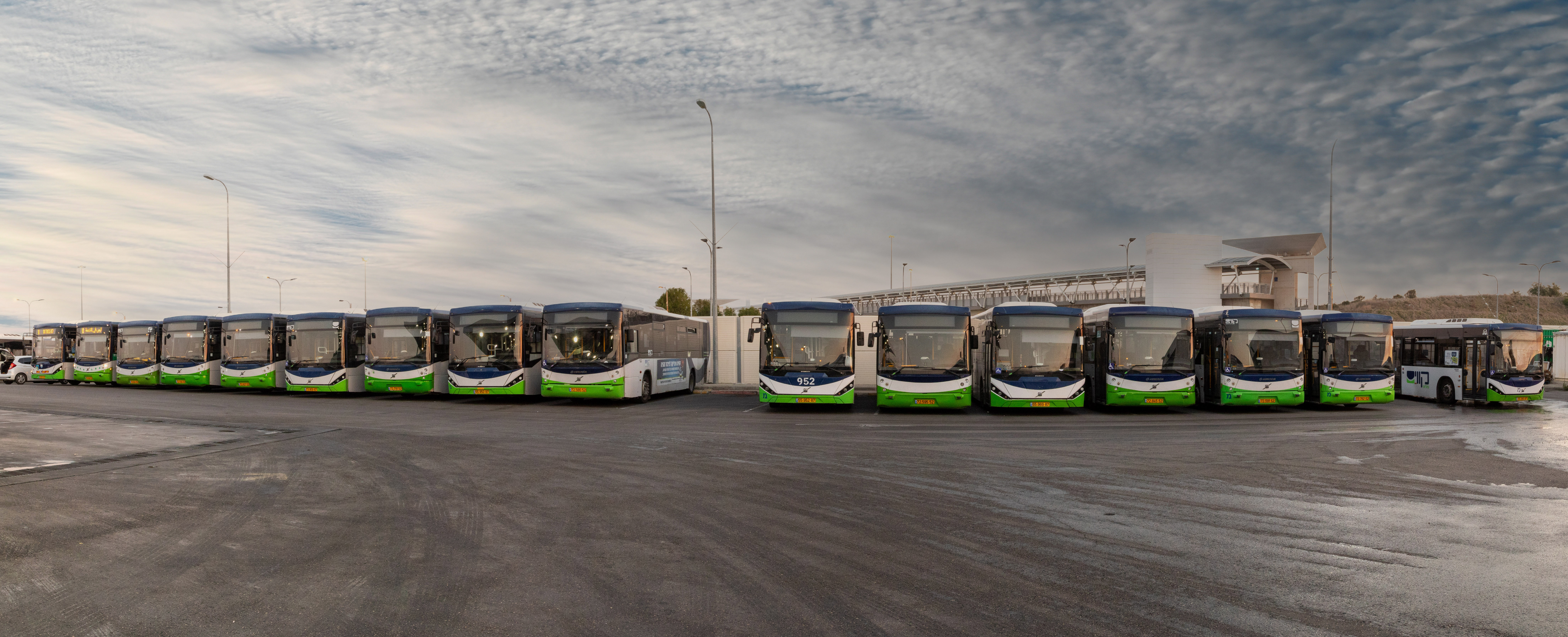
Autobusy v Modi'in-Makabim-Re'ut
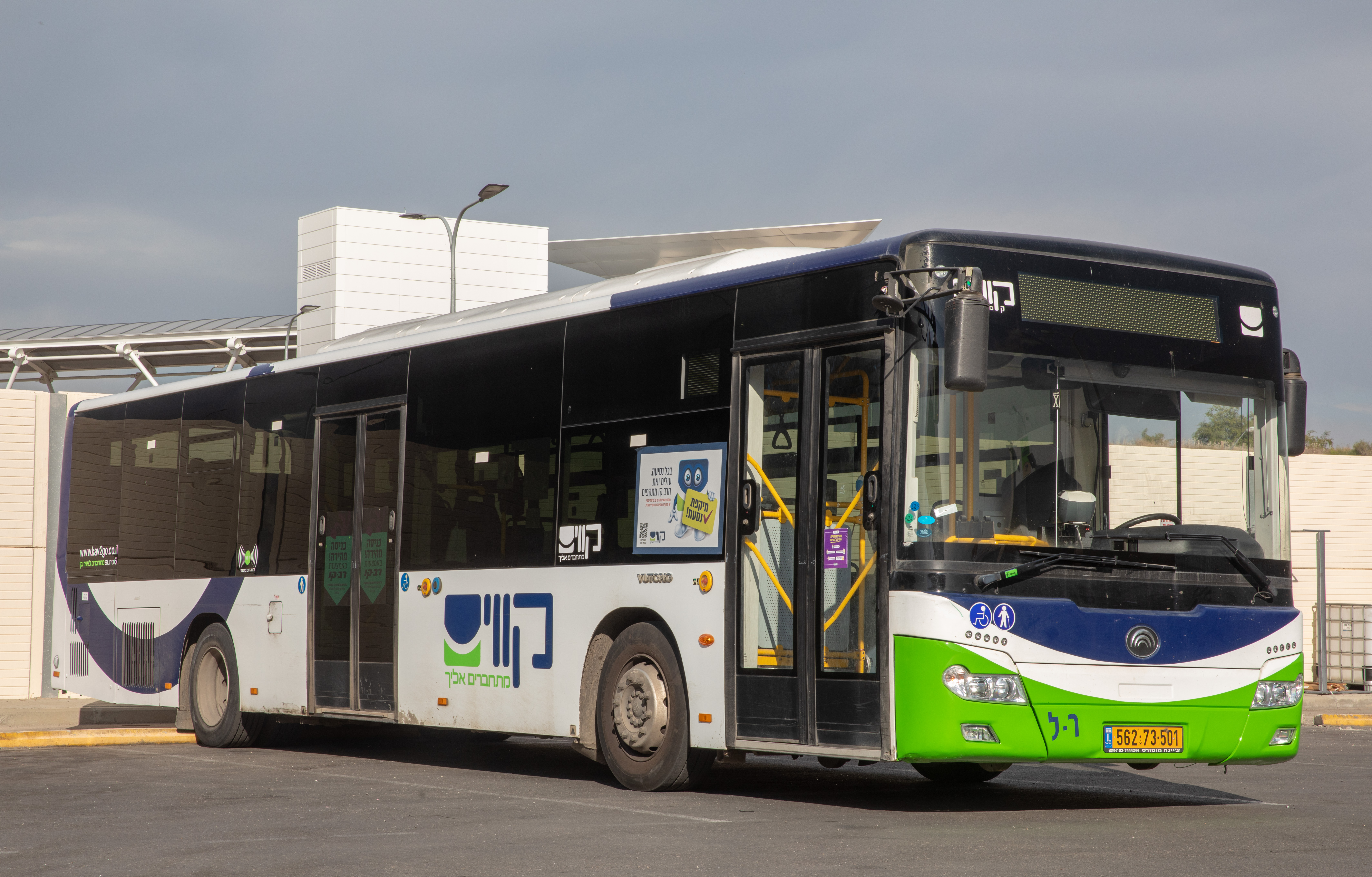
Autobus